# Talsperre Toulica
Die Talsperre Toulica (portugiesisch Barragem de Toulica) liegt in der Region Mitte Portugals im Distrikt Castelo Branco. Sie staut den Bach Ribeira da Toulica zu einem Stausee auf. Die Gemeinde Zebreira befindet sich ungefähr drei Kilometer südlich der Talsperre.
Mit dem Projekt zur Errichtung der Talsperre wurde im Jahre 1975 begonnen. Der Bau wurde 1979 fertiggestellt. Die Talsperre dient neben der Trinkwasserversorgung auch der Bewässerung. Sie ist im Besitz der Kreisverwaltung von Idanha-a-Nova, der CM Idanha-a-Nova.

## Absperrbauwerk
Das Absperrbauwerk besteht aus einem Staudamm mit einer Höhe von 16 m über der Gründungssohle (14 m über dem Flussbett). Die Dammkrone liegt auf einer Höhe von 289,5 m über dem Meeresspiegel. Die Länge der Dammkrone beträgt 319 m und ihre Breite 8 m. Das Volumen des Staudamms umfasst 122.000 m³.
Der Staudamm verfügt sowohl über einen Grundablass als auch über eine Hochwasserentlastung. Über die Hochwasserentlastung können maximal 17,6 m³/s abgeleitet werden. Das Bemessungshochwasser liegt bei 80 m³/s; die Wahrscheinlichkeit für das Auftreten dieses Ereignisses wurde mit einmal in 100 Jahren bestimmt.

## Stausee
Beim normalen Stauziel von 287,5 m (maximal 288,5 m bei Hochwasser) erstreckt sich der Stausee über eine Fläche von rund 0,464 km² und fasst 2,02 Mio. m³ Wasser – davon können 1,59 Mio. m³ genutzt werden.